# Liste des châteaux du North Lanarkshire
Cette liste recense les principaux châteaux du council area du North Lanarkshire en Écosse.

## Liste
| Nom                   | Type         | Date        | Condition                      | Propriétaire | Localisation                            | Notes                                                       | Image |
| --------------------- | ------------ | ----------- | ------------------------------ | ------------ | --------------------------------------- | ----------------------------------------------------------- | ----- |
| Château de Bedlay     | Château fort | XVIe siècle | Préservé                       |              | Chryston, 55° 54′ 19″ N, 4° 05′ 38″ O   | Classé en catégorie A                                       |       |
| Château de Dalzell    | Maison tour  | XVe siècle  |                                |              | Motherwell, 55° 46′ 21″ N, 3° 58′ 41″ O | Classé en catégorie A. Remanié aux XVIIe et XVIIIe siècles. |       |
| Château de Murdostoun |              | XVe siècle  | Transformé en manoir victorien | Privé        | Shotts, 55° 47′ 41″ N, 3° 52′ 31″ O     | Classé en catégorie B                                       |       |